# Orso d'argento per il miglior regista
L'Orso d'argento per il miglior regista (Silberner Bär/Beste Regie) è un premio cinematografico assegnato dalla giuria internazionale del Festival di Berlino al miglior regista dei film presentati in concorso.
Il riconoscimento è stato introdotto nell'edizione del 1956 mentre in quelle del 1969, 1970, 1971, 1973, 1974 e 1981 non è stato assegnato.

## Albo d'oro

### Anni 1950

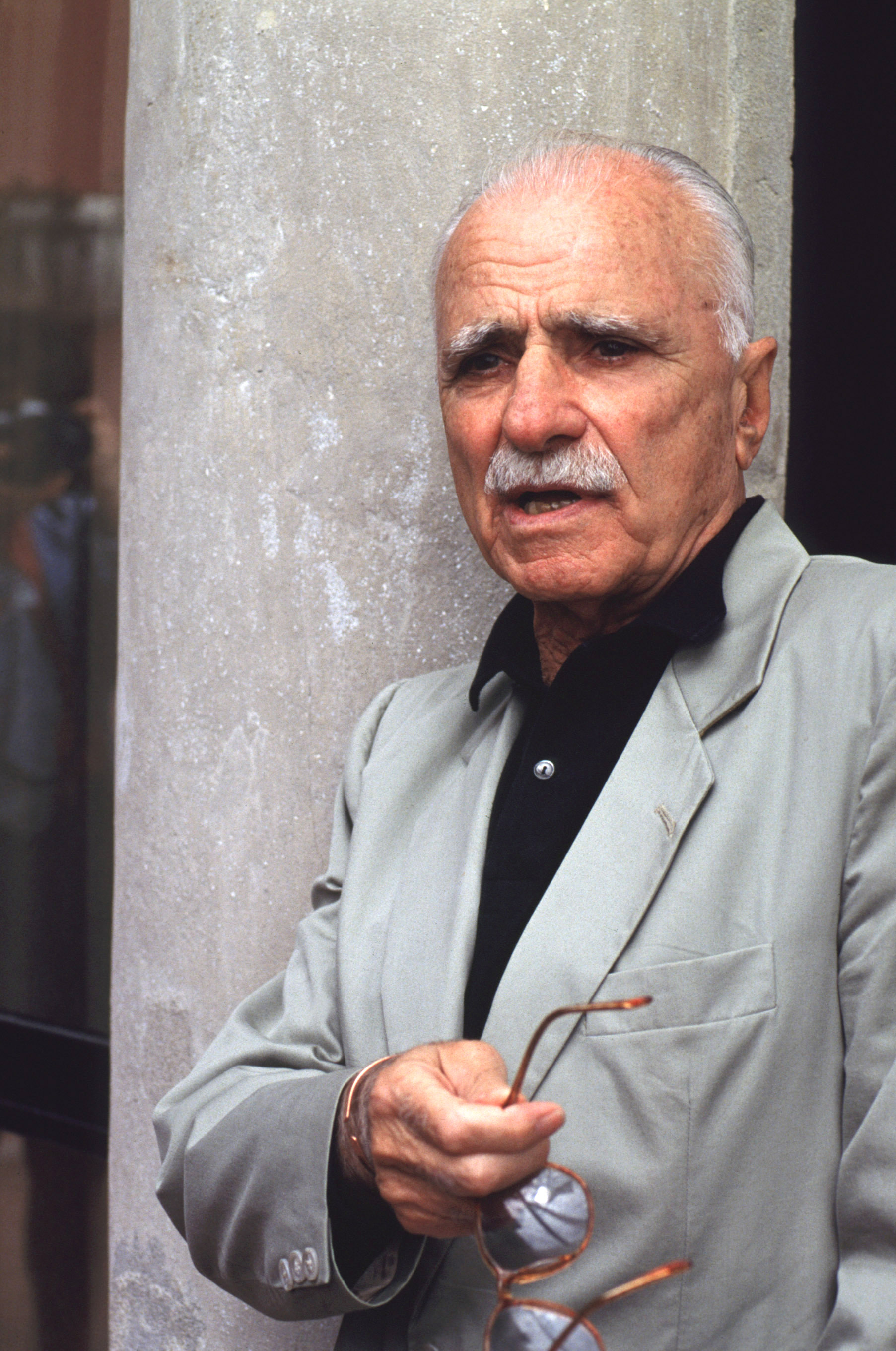
Mario Monicelli, vincitore per tre volte dell'Orso d'argento come miglior regista

- 1956:  Robert Aldrich - Foglie d'autunno (Autumn Leaves)
- 1957:  Mario Monicelli - Padri e figli
- 1958:  Tadashi Imai - Storia di un amore puro (Jun'ai monogatari)
- 1959:  Akira Kurosawa - La fortezza nascosta (Kakushi-toride no san-akunin)

### Anni 1960
- 1960:  Jean-Luc Godard - Fino all'ultimo respiro (À bout de souffle)
- 1961:  Bernhard Wicki - Das Wunder des Malachias
- 1962:  Francesco Rosi - Salvatore Giuliano
- 1963:  Nikos Koundouros - Giovani prede (Mikres Afrodites)
- 1964:  Satyajit Ray - La grande città (Mahanagar)
- 1965:  Satyajit Ray - La moglie sola (Charulata)
- 1966:  Carlos Saura - La caccia (La caza)
- 1967:  Živojin Pavlović - Il risveglio dei topi (Budjenje pacova)
- 1968:  Carlos Saura - Frappé alla menta (Peppermint Frappé)

### Anni 1970
- 1972:  Jean-Pierre Blanc - La tardona (La vieille fille)
- 1975:  Sergej Solov'ëv - Sto dnej posle detstva
- 1976:  Mario Monicelli - Caro Michele
- 1977:  Manuel Gutiérrez Aragón - Camada negra
- 1978:  Georgi Djulgerov - Advantage (Avantaž)
- 1979:  Astrid Henning-Jensen - Vinterborn (Vinterbørn)

### Anni 1980
- 1980:  István Szabó - La fiducia (Bizalom)
- 1982:  Mario Monicelli - Il marchese del Grillo
- 1983:  Éric Rohmer - Pauline alla spiaggia (Pauline à la plage)
- 1984:  Ettore Scola - Ballando ballando (Le bal)
- 1985:  Robert Benton - Le stagioni del cuore (Places in the Heart)
- 1986:  Giorgi Shengelaia - Achalgasrda kompositoris mogsauroba
- 1987:  Oliver Stone - Platoon
- 1988:  Norman Jewison - Stregata dalla luna (Moonstruck)
- 1989:  Dušan Hanák - Ja milujem, ty miluješ

### Anni 1990
- 1990:  Michael Verhoeven - La ragazza terribile (Das Schreckliche Mädchen)
- 1991
  -  Jonathan Demme - Il silenzio degli innocenti (The Silence of the Lambs)
  -  Ricky Tognazzi - Ultrà
- 1992:  Jan Troell - Il capitano
- 1993:  Andrew Birkin - Il giardino di cemento (The Cement Garden)
- 1994:  Krzysztof Kieślowski - Tre colori - Film bianco (Trois couleurs: Blanc)
- 1995:  Richard Linklater - Prima dell'alba (Before Sunrise)
- 1996
  -  Ho Yim - Tai yang you er
  -  Richard Loncraine - Riccardo III (Richard III)
- 1997:  Éric Heumann - Viaggio a titolo privato (Port Djema)
- 1998:  Neil Jordan - The Butcher Boy
- 1999:  Stephen Frears - Hi-Lo Country (The Hi-Lo Country)

### Anni 2000
- 2000:  Miloš Forman - Man on the Moon
- 2001:  Lin Cheng-sheng - Betelnut Beauty (Ai ni ai wo)
- 2002:  Otar Ioseliani - Lunedì mattina (Lundi matin)
- 2003:  Patrice Chéreau - Son frère
- 2004:  Kim Ki-duk - La samaritana (Samaria)
- 2005:  Marc Rothemund - La Rosa Bianca - Sophie Scholl (Sophie Scholl - Die letzten Tage)
- 2006:  Michael Winterbottom e  Mat Whitecross - The Road to Guantanamo
- 2007:  Joseph Cedar - Beaufort
- 2008:  Paul Thomas Anderson - Il petroliere (There Will Be Blood)
- 2009:  Asghar Farhadi - About Elly (Darbāre-ye Elly)

### Anni 2010
- 2010:  Roman Polański - L'uomo nell'ombra (The Ghost Writer)
- 2011:  Ulrich Köhler - Schlafkrankheit
- 2012:  Christian Petzold - La scelta di Barbara (Barbara)
- 2013:  David Gordon Green - Prince Avalanche
- 2014:  Richard Linklater - Boyhood
- 2015
  -  Radu Jude - Aferim!
  -  Małgorzata Szumowska - Ciało
- 2016:  Mia Hansen-Løve - Le cose che verranno (L'avenir)
- 2017:  Aki Kaurismäki - L'altro volto della speranza (Toivon tuolla puolen)
- 2018:  Wes Anderson - L'isola dei cani (Isle of Dogs)
- 2019:  Angela Schanelec - Ich war zuhause, aber

### Anni 2020
- 2020:  Hong Sang-soo - Domangchin yeoja
- 2021:  Dénes Nagy - Természetes fény
- 2022:  Claire Denis - Incroci sentimentali (Avec amour et acharnement)
- 2023:  Philippe Garrel - Il grande carro
- 2024:  Nelson Carlos De Los Santos Arias - Pepe
- 2025:  Huo Meng - Living the Land

## Registi più premiati
- Mario Monicelli - 3 (1957, 1976, 1982)
- Satyajit Ray - 2 (1964, 1965)
- Carlos Saura - 2 (1966, 1968)
- Richard Linklater - 2 (1995, 2014)

## Vincitori per Paese d'origine
| Stati Uniti   | 10 |
| Francia       | 7  |
| Italia        | 6  |
| Regno Unito   | 5  |
| Germania      | 5  |
| Spagna        | 3  |
| Polonia       | 3  |
| Corea del Sud | 2  |
| Georgia       | 2  |
| Giappone      | 2  |
| India         | 2  |
| Ungheria      | 2  |